# Stretto di Corfù

Lo stretto di Corfù a est di Kassiopi. La linea tratteggiata indica il confine tra Grecia e Albania.

Lo stretto di Corfù, o canale di Corfù, (in greco Πορθμός της Κέρκυρας, in albanese Kanali i Korfuzit) è uno stretto tratto di mare che separa l'isola greca di Corfù a ovest, dalla costa della Grecia e dell'Albania a est.
Il canale mette in comunicazione il Mare Adriatico a nord con il Mar Ionio a sud, e viene utilizzato per il trasporto marittimo locale tra l'isola e i porti di Saranda in Albania e Igoumenitsa in Grecia, oltre che per il traffico turistico locale e internazionale da e verso la terraferma.

## Caratteristiche
Lo stretto ha una larghezza che varia in media da 3 a 25 km. La parte settentrionale del canale è la più angusta e qui la distanza dalla costa albanese è di poco inferiore ai due chilometri.